# Campeonato de Futsal AFA
El Campeonato de Futsal AFA es un torneo de fútbol sala organizado por la Asociación del Fútbol Argentino. Está formado por cuatro divisiones: en la Primera División participan 18 clubes, en la Primera División "B" 18, en la Primera División "C" 18 y en la Primera División "D" 31 (divididos en dos grupos). Los 85 clubes participan de la Copa Argentina de Futsal.
Esta liga es considerada la máxima categoría del fútbol sala en Argentina, aunque sólo reúne a clubes de la Ciudad de Buenos Aires y su área metropolitana, tres clubes del interior de la Provincia de Buenos Aires y tres de la provincia de Santa Fe. La liga es una de las más importantes en Sudamérica y creció mucho desde su inicio. Existen también torneos locales de fútbol sala oficial en numerosas ciudades del interior del país.

## Primera División
Está compuesta por 18 equipos que se enfrentan entre sí a dos vueltas. Los primeros 8 clasificados de la primera rueda participan de la Copa de Oro. Al finalizar las 34 fechas, los clasificados del 1.º al 8.º puesto clasifican al playoff por el título. Las eliminatorias de cuartos de final y semifinales son a 3 partidos, la final a partido único. Descienden a Primera División "B" los dos últimos clasificados. Los clasificados de la 9.ª a la 16.ª posición clasifican a la Copa de Plata.
El equipo campeón clasifica al Torneo Clasificatorio para la Copa Libertadores de Futsal y a la Supercopa de Futsal AFA del año siguiente.

### Equipos temporada 2025
| Club               | Barrio / Localidad | Distrito                  |
| ------------------ | ------------------ | ------------------------- |
| 17 de Agosto       | Villa Pueyrredón   | Ciudad de Buenos Aires    |
| América del Sud    | Parque Avellaneda  | Ciudad de Buenos Aires    |
| Jorge Newbery      | Villa Real         | Ciudad de Buenos Aires    |
| Barracas Central   | Barracas           | Ciudad de Buenos Aires    |
| Boca Juniors       | La Boca            | Ciudad de Buenos Aires    |
| River Plate        | Belgrano           | Ciudad de Buenos Aires    |
| Ferro Carril Oeste | Caballito          | Ciudad de Buenos Aires    |
| Kimberley          | Villa Devoto       | Ciudad de Buenos Aires    |
| Camioneros         | Villa Devoto       | Ciudad de Buenos Aires    |
| Pinocho            | Villa Urquiza      | Ciudad de Buenos Aires    |
| San Lorenzo        | Boedo              | Ciudad de Buenos Aires    |
| Independiente      | Avellaneda         | Provincia de Buenos Aires |
| Racing Club        | Avellaneda         | Provincia de Buenos Aires |
| SECLA              | Crucecita          | Provincia de Buenos Aires |
| Glorias de Tigre   | Tigre              | Provincia de Buenos Aires |
| Sociedad Hebraica  | Pilar              | Provincia de Buenos Aires |
| Gimnasia La Plata  | La Plata           | Provincia de Buenos Aires |
| Newell's Old Boys  | Rosario            | Provincia de Santa Fe     |

#### Distribución geográfica de los equipos
| Región                                   | Cant. | Equipos |
| ---------------------------------------- | ----- | --- |
| Ciudad de Buenos Aires                   | 11    | 17 de Agosto, América del Sud, Barracas Central, Boca Juniors, Camioneros, Ferro, Jorge Newbery, Kimberley, Pinocho, River Plate y San Lorenzo. |
| Conurbano bonaerense                     | 4     | Glorias de Tigre, Independiente, Racing Club y SECLA.                                                                                           |
| Interior de la Provincia de Buenos Aires | 2     | Sociedad Hebraica, Gimnasia La Plata. |
| Provincia de Santa Fe                    | 1     | Newell's Old Boys. |

### Historial[4]
| Temporada | Apertura            | Clausura            |
| 1986      | Rosario Central     | Rosario Central     |
| 1987      | Newell's Old Boys   | Newell's Old Boys   |
| 1988      | Deportivo Muñíz     | Deportivo Muñíz     |
| 1989      | Atlanta             | Atlanta             |
| 1990      | Atlanta             | Atlanta             |
| 1991      | River Plate         | River Plate         |
| 1992      | Boca Juniors        | Boca Juniors        |
| 1993      | Boca Juniors        | Boca Juniors        |
| 1994      | Newell's Old Boys   | Newell's Old Boys   |
| 1995      | Deportivo Laferrere | Deportivo Laferrere |
| 1996      | Atlanta             | Atlanta             |
| 1997      | Atlético Lugano     | Boca Juniors        |
| 1998      | Boca Juniors        | Tigre               |
| 1999      | San Lorenzo         | San Lorenzo         |
| 2000      | Argentinos Juniors  | San Lorenzo         |
| 2001      | Franja de Oro       | San Lorenzo         |
| 2002      | Villa Modelo        | River Plate         |
| 2003      | River Plate         | Boca Juniors        |
| 2004      | Argentinos Juniors  | San Lorenzo         |
| 2005      | Pinocho             | Pinocho             |
| 2006      | Pinocho             | San Lorenzo         |
| 2007      | Pinocho             | Pinocho             |
| 2008      | Pinocho             | Pinocho             |
| 2009      | Pinocho             | Pinocho             |
| 2010      | Pinocho             | Pinocho             |
| 2011      | Pinocho             | Boca Juniors        |
| 2012      | Boca Juniors        | Pinocho             |
| 2013      | Boca Juniors        | Boca Juniors        |
| 2014      | Boca Juniors        | Boca Juniors        |
| 2015      | Kimberley           | Pinocho             |
| 2016      | Kimberley           | Kimberley           |
| 2017      | Boca Juniors        | Boca Juniors        |
| 2018      | San Lorenzo         | San Lorenzo         |
| 2019      | San Lorenzo         | San Lorenzo         |
| 2020      | Boca Juniors        | Boca Juniors        |
| 2021      | Barracas Central    | Barracas Central    |
| 2022      | San Lorenzo         | San Lorenzo         |
| 2023      | San Lorenzo         | San Lorenzo         |
| 2024      | 17 de Agosto        | 17 de Agosto        |

### Títulos por club
| Equipo              | Títulos | Años campeón                                                                                                   |
| ------------------- | ------- | --- |
| Pinocho             | 14      | 2005-A, 2005-C, 2006-A, 2007-A, 2007-C, 2008-A, 2008-C, 2009-A, 2009-C, 2010-A, 2010-C, 2011-A, 2012-C, 2015-C |
| Boca Juniors        | 13      | 1992, 1993, 1997-C, 1998-A, 2003-C, 2011-C, 2012-A, 2013-A, 2013-C, 2014-A, 2014-C, 2017, 2020                 |
| San Lorenzo         | 10      | 1999-A, 1999-C, 2000-C, 2001-C, 2004-C, 2006-C, 2018, 2019, 2022, 2023                                         |
| Atlanta             | 3       | 1989, 1990, 1996                                                                                               |
| River Plate         | 3       | 1991, 2002-C, 2003-A                                                                                           |
| Kimberley           | 2       | 2015-A, 2016                                                                                                   |
| Newell's Old Boys   | 2       | 1987, 1994 |
| Argentinos Juniors  | 2       | 2000-A, 2004-A                                                                                                 |
| Barracas Central    | 1       | 2021 |
| 17 de Agosto        | 1       | 2024 |
| Deportivo Laferrere | 1       | 1995 |
| Deportivo Muñíz     | 1       | 1988 |
| Rosario Central     | 1       | 1986 |
| Villa Modelo        | 1       | 2002-A |
| Franja de Oro       | 1       | 2001-A |
| Tigre               | 1       | 1998-C |
| Atlético Lugano     | 1       | 1997-A |

## Copas de Primera División
Entre las temporadas 1993 y 2016 se disputaron las siguientes copas: de 1993 a 2004 se jugó la Copa Benito Pujol y desde 2007 hasta 2009 se jugó la Copa José María Lopolito que la reemplazó a la Copa Benito Pujol Torres. Desde 2010 se disputó la Copa Álvaro Castro que reemplazó a este segundo trofeo, y el campeón de esta copa se clasifica a la Copa Libertadores. A partir de la temporada 2015 se disputó la Copa Julio Grondona. La copa tradicionalmente enfrente a los campeones del Apertura y del Clausura. En el año 2016 se enfrentó el campeón del torneo de 1.ª División al campeón de la Copa Argentina.

### Historial de campeones[4]
| Temporada | Torneo                   | Campeón             |
| --------- | ------------------------ | ------------------- |
| 2016      | Copa Julio Grondona      | Kimberley           |
| 2015      | Copa Julio Grondona      | Kimberley           |
| 2014      | Copa Álvaro Castro       | Boca Juniors        |
| 2013      | Copa Álvaro Castro       | Boca Juniors        |
| 2012      | Copa Álvaro Castro       | Pinocho             |
| 2011      | Copa Álvaro Castro       | Boca Juniors        |
| 2010      | Copa Álvaro Castro       | Pinocho             |
| 2009      | Copa José María Lopolito | Pinocho             |
| 2008      | Copa José María Lopolito | Pinocho             |
| 2007      | Copa José María Lopolito | Pinocho             |
| 2006      | No hubo                  | No hubo             |
| 2005      | No hubo                  | No hubo             |
| 2004      | Copa Benito Pujol        | San Lorenzo         |
| 2003      | Copa Benito Pujol        | River Plate         |
| 2002      | Copa Benito Pujol        | River Plate         |
| 2001      | Copa Benito Pujol        | Franja de oro       |
| 2000      | Copa Benito Pujol        | San Lorenzo         |
| 1999      | Copa Benito Pujol        | San Lorenzo         |
| 1998      | Copa Benito Pujol        | Boca Juniors        |
| 1997      | Copa Benito Pujol        | Lugano              |
| 1996      | Copa Benito Pujol        | Atlanta             |
| 1995      | Copa Benito Pujol        | Deportivo Laferrere |
| 1994      | Copa Benito Pujol        | Newell's Old Boys   |
| 1993      | Copa Benito Pujol        | Boca Juniors        |

### Títulos por club
| Equipo              | Títulos | Años campeón                       |
| ------------------- | ------- | ---------------------------------- |
| San Lorenzo         | 6       | 1999, 2000, 2004, 2018, 2022, 2023 |
| Boca Juniors        | 5       | 1993, 1998, 2011, 2013, 2014       |
| Pinocho             | 5       | 2007, 2008, 2009, 2010, 2012       |
| River Plate         | 2       | 2002, 2003                         |
| Kimberley           | 2       | 2015, 2016                         |
| Newell's Old Boys   | 1       | 1994                               |
| Atlanta             | 1       | 1996                               |
| Franja de Oro       | 1       | 2001                               |
| Atlético Lugano     | 1       | 1997                               |
| Deportivo Laferrere | 1       | 1995                               |

## Primera División "B"
Está compuesta por 18 equipos, que se enfrentan entre sí a dos vueltas. El campeón (también clasifica a la Supercopa del año siguiente), y el ganador del playoff ascenderán a 1.ª División. Del playoff participan los clasificados del 2.º al 9.º lugar de la temporada regular. Los cuartos de final, semifinales y final del playoff se disputan al mejor de 2 partidos. Los 2 últimos clasificados descienden a la Primera División "C".

### Equipos temporada 2025
| Club                | Barrio / Localidad | Distrito                  |
| ------------------- | ------------------ | ------------------------- |
| Alvear              | Parque Avellaneda  | Ciudad de Buenos Aires    |
| Nueva Chicago       | Mataderos          | Ciudad de Buenos Aires    |
| Atlanta             | Villa Crespo       | Ciudad de Buenos Aires    |
| Argentinos Juniors  | La Paternal        | Ciudad de Buenos Aires    |
| Nueva Estrella      | Villa Lugano       | Ciudad de Buenos Aires    |
| Estrella de Boedo   | Boedo              | Ciudad de Buenos Aires    |
| Franja de Oro       | Nueva Pompeya      | Ciudad de Buenos Aires    |
| Pacífico            | Villa del Parque   | Ciudad de Buenos Aires    |
| Vélez Sarsfield     | Liniers            | Ciudad de Buenos Aires    |
| Centro Asturiano    | Vicente López      | Provincia de Buenos Aires |
| Banfield            | Banfield           | Provincia de Buenos Aires |
| Country de Banfield | Banfield           | Provincia de Buenos Aires |
| Estudiantil Porteño | Ramos Mejía        | Provincia de Buenos Aires |
| Almafuerte          | Villa Maipú        | Provincia de Buenos Aires |
| Arsenal             | Sarandí            | Provincia de Buenos Aires |
| Villa La Ñata       | Dique Luján        | Provincia de Buenos Aires |
| Platense            | Florida            | Provincia de Buenos Aires |
| Metalúrgico         | Manuel Alberti     | Provincia de Buenos Aires |

#### Distribución geográfica de los equipos
| Región                                   | Cant. | Equipos |
| ---------------------------------------- | ----- | --- |
| Ciudad de Buenos Aires                   | 9     | Alvear, Argentinos Juniors, Atlanta, Estrella de Boedo, Franja de Oro, Nueva Chicago, Nueva Estrella, Pacífico y Vélez Sarsfield. |
| Conurbano bonaerense                     | 8     | Almafuerte, Arsenal, Banfield, Centro Asturiano, Country de Banfield, Estudiantil Porteño, Platense y Villa La Ñata.              |
| Interior de la Provincia de Buenos Aires | 1     | Metalúrgico. |

### Historial Primera División "B"
| Temporada | Campeón                     |
| --------- | --------------------------- |
| 1998      | San Lorenzo de Almagro      |
| 1999      | Parque                      |
| 2000      | 17 de Agosto                |
| 2001      | Pinocho                     |
| 2002      | Hebraica                    |
| 2003      | 17 de Agosto                |
| 2004      | Caballito Juniors           |
| 2005      | Jorge Newbery               |
| 2006      | Platense                    |
| 2007      | América del Sud             |
| 2008      | Allende                     |
| 2009      | Nueva Estrella              |
| 2010      | Racing Club                 |
| 2011      | All Boys / Barracas Central |
| 2012      | Alvear / El Porvenir        |
| 2013      | Almafuerte                  |
| 2014      | Arsenal                     |
| 2015      | Independiente               |
| 2016      | Jorge Newbery               |
| 2017      | Banfield                    |
| 2018      | Racing Club                 |
| 2019      | Camioneros                  |
| 2020      | Newell's Old Boys           |
| 2021      | Gimnasia La Plata           |
| 2022      | Nueva Chicago               |
| 2023      | Glorias de Tigre            |
| 2024      | River Plate                 |

### Títulos por club
| Equipo                      | Títulos | Años campeón |
| --------------------------- | ------- | ------------ |
| 17 de Agosto                | 2       | 2000, 2003   |
| Jorge Newbery               | 2       | 2005, 2016   |
| Racing Club                 | 2       | 2010, 2018   |
| Pinocho                     | 1       | 2001         |
| San Lorenzo de Almagro      | 1       | 1998         |
| Parque                      | 1       | 1999         |
| Hebraica Argentina          | 1       | 2002         |
| Caballito Juniors           | 1       | 2004         |
| Platense                    | 1       | 2006         |
| América del Sud             | 1       | 2007         |
| Allende                     | 1       | 2008         |
| Nueva Estrella              | 1       | 2009         |
| Barracas Central            | 1       | 2012         |
| Alvear                      | 1       | 2012         |
| El Porvenir                 | 1       | 2012         |
| Almafuerte                  | 1       | 2013         |
| All Boys                    | 1       | 2011         |
| Arsenal                     | 1       | 2014         |
| Independiente               | 1       | 2015         |
| Banfield                    | 1       | 2017         |
| Camioneros                  | 1       | 2019         |
| Newell's Old Boys           | 1       | 2020         |
| Gimnasia y Esgrima La Plata | 1       | 2021         |
| Nueva Chicago               | 1       | 2022         |
| Glorias de Tigre            | 1       | 2023         |
| River Plate                 | 1       | 2024         |

## Primera División "C"
Está compuesta por 18 equipos, que se enfrentan entre sí a dos vueltas. El campeón (también clasifica a la Supercopa del año siguiente), y el ganador del playoff ascenderán a 1.ª División. Del playoff participan los clasificados del 2.º al 9.º lugar de la temporada regular. Los cuartos de final, semifinales y final del playoff se disputan al mejor de 2 partidos. Los 3 últimos clasificados descienden a la Primera División "D".

### Equipos temporada 2025
| Club                  | Barrio / Localidad | Distrito                  |
| --------------------- | ------------------ | ------------------------- |
| El Talar              | Agronomía          | Ciudad de Buenos Aires    |
| Libertadores          | San Cristóbal      | Ciudad de Buenos Aires    |
| Estrella de Maldonado | Palermo            | Ciudad de Buenos Aires    |
| GEVS                  | Floresta           | Ciudad de Buenos Aires    |
| All Boys              | Monte Castro       | Ciudad de Buenos Aires    |
| Miriñaque             | Nueva Pompeya      | Ciudad de Buenos Aires    |
| Parque                | Villa del Parque   | Ciudad de Buenos Aires    |
| Primera Junta         | Parque Chacabuco   | Ciudad de Buenos Aires    |
| 25 de Mayo            | Martínez           | Provincia de Buenos Aires |
| Chacarita Juniors     | Villa Maipú        | Provincia de Buenos Aires |
| UNLaM                 | San Justo          | Provincia de Buenos Aires |
| Juventud              | Tapiales           | Provincia de Buenos Aires |
| Deportivo Morón       | Morón              | Provincia de Buenos Aires |
| Deportivo Merlo       | Merlo              | Provincia de Buenos Aires |
| Villa Modelo          | Gerli              | Provincia de Buenos Aires |
| CiDeCo                | Gerli              | Provincia de Buenos Aires |
| Unión de Ezpeleta     | Ezpeleta           | Provincia de Buenos Aires |
| Rosario Central       | Rosario            | Provincia de Santa Fe     |

#### Distribución geográfica de los equipos
| Región                 | Cant. | Equipos |
| ---------------------- | ----- | --- |
| Conurbano bonaerense   | 9     | 25 de Mayo, Chacarita Juniors, CiDeCo, Deportivo Morón, Juventud de Tapiales, UNLaM, Villa Modelo, Unión de Ezpeleta y UnLaM. |
| Ciudad de Buenos Aires | 8     | All Boys, El Talar, Estrella de Maldonado, GEVS, Libertadores, Miriñaque, Parque y Primera Junta.                             |
| Provincia de Santa Fe  | 1     | Rosario Central. |

### Historial Primera División "C"
| Temporada | Campeón                         |
| --------- | ------------------------------- |
| 2014      | Unión de Ezpeleta               |
| 2015      | El Talar / Bomberos Voluntarios |
| 2016      | SECLA / Centro Asturiano        |
| 2017      | Camioneros                      |
| 2018      | Don Bosco                       |
| 2019      | Nueva Chicago                   |
| 2020      | Cancelada                       |
| 2021      | Nueva Estrella                  |
| 2022      | Almafuerte                      |
| 2023      | Metalúrgico                     |
| 2024      | Estudiantil Porteño             |

### Títulos por club
| Equipo               | Títulos | Años campeón |
| -------------------- | ------- | ------------ |
| Unión de Ezpeleta    | 1       | 2014         |
| El Talar             | 1       | 2015         |
| Bomberos Voluntarios | 1       | 2015         |
| SECLA                | 1       | 2016         |
| Centro Asturiano     | 1       | 2016         |
| Camioneros           | 1       | 2017         |
| Don Bosco            | 1       | 2018         |
| Nueva Chicago        | 1       | 2019         |
| Nueva Estrella       | 1       | 2021         |
| Almafuerte           | 1       | 2022         |
| Metalúrgico          | 1       | 2023         |
| Estudiantil Porteño  | 1       | 2024         |

## Primera División "D"
De esta categoría forman parte 31 clubes, divididos en 2 zonas de 15 y 16 participantes. En cada zona los clubes se enfrentan entre sí a dos vueltas. Una vez finalizada la fase regular, el primero de cada una de las zonas ascenderá a Primera División "C" y disputará la final, a 2 partidos para determinar el campeón y clasificado a la Supercopa del año próximo. Los clasificados del 2.º al 5.º puesto de cada zona disputaran el play-off por el tercer ascenso. Cuartos de final, semifinal y final se jugaran a 2 partidos. El ganador de la final ascenderá también de categoría. Los 6 últimos de cada zona perderán la categoría.

### Equipos temporada 2025

#### Zona A
| Club                 | Barrio / Localidad | Distrito                  |
| -------------------- | ------------------ | ------------------------- |
| Comunicaciones       | Agronomía          | Ciudad de Buenos Aires    |
| Deportivo Moran      | Agronomía          | Ciudad de Buenos Aires    |
| Huracán              | Parque Patricios   | Ciudad de Buenos Aires    |
| Villa Malcolm        | Palermo            | Ciudad de Buenos Aires    |
| Caballito Juniors    | Caballito          | Ciudad de Buenos Aires    |
| Quintana             | Lanus              | Provincia de Buenos Aires |
| Juvencia             | Tapiales           | Provincia de Buenos Aires |
| Sportivo Dock Sud    | Dock Sud           | Provincia de Buenos Aires |
| Defensores de Olivos | Olivos             | Provincia de Buenos Aires |
| El Ciclón            | Villa Martelli     | Provincia de Buenos Aires |
| Las Heras            | Villa Ballester    | Provincia de Buenos Aires |
| San Martin           | Tigre              | Provincia de Buenos Aires |
| El Progreso          | Avellaneda         | Provincia de Buenos Aires |
| Brown                | Adrogué            | Provincia de Buenos Aires |
| Ituzaingó            | Ituzaingó          | Provincia de Buenos Aires |

#### Zona B
| Club                | Barrio / Localidad | Distrito                  |
| ------------------- | ------------------ | ------------------------- |
| General Lamadrid    | Villa Devoto       | Ciudad de Buenos Aires    |
| El Campito          | Villa Urquiza      | Ciudad de Buenos Aires    |
| Excursionistas      | Belgrano           | Ciudad de Buenos Aires    |
| Deportivo Riestra   | Flores             | Ciudad de Buenos Aires    |
| Stentor             | Villa Luro         | Ciudad de Buenos Aires    |
| Sarmiento           | Olivos             | Provincia de Buenos Aires |
| UAI Urquiza         | Ituzaingó          | Provincia de Buenos Aires |
| El Porvenir         | Gerli              | Provincia de Buenos Aires |
| Villa Heredia       | Gerli              | Provincia de Buenos Aires |
| BPNA                | Piñeyro            | Provincia de Buenos Aires |
| Ferro Carril Oeste  | Merlo              | Provincia de Buenos Aires |
| Juventud Unida      | Ciudadela          | Provincia de Buenos Aires |
| Monte Viejo         | Beccar             | Provincia de Buenos Aires |
| Los Andes           | Lomas de Zamora    | Provincia de Buenos Aires |
| Estrella Federal    | Florida            | Provincia de Buenos Aires |
| Atlético Provincial | Rosario            | Provincia de Santa Fe     |

#### Distribución geográfica de los equipos
| Región                 | Cant. | Equipos |
| ---------------------- | ----- | --- |
| conurbano bonaerense   | 20    | BPNA, Brown, Defensores de Olivos, El Ciclón, El Porvenir, El Progreso, Estrella Federal, Ferro de Merlo, Ituzaingó, Juvencia, Juventud Unida de Ciudadela, Las Heras, Los Andes, Monte Viejo, Quintana, San Martín, Sarmiento, Sportivo Dock Sud, UAI Urquiza y Villa Heredia. |
| Ciudad de Buenos Aires | 10    | Comunicaciones, Caballito Juniors, Deportivo Moran, Deportivo Riestra, El Campito, Excursionistas, General Lamadrid, Huracán, Stentor y Villa Malcolm. |
| Provincia de Santa Fe  | 1     | Atlético Provincial. |

### Historial Primera División "D"
| Temporada | Campeón           |
| --------- | ----------------- |
| 2017      | Chacarita Juniors |
| 2018      | Newell's Old Boys |
| 2019      | Ferro de Merlo    |
| 2020      | Cancelada         |
| 2021      | All Boys          |
| 2022      | Vélez Sarsfield   |
| 2023      | Primera Junta     |
| 2024      | 25 de Mayo        |

### Títulos por club
| Equipo            | Títulos | Años campeón |
| ----------------- | ------- | ------------ |
| Chacarita Juniors | 1       | 2017         |
| Newell's Old Boys | 1       | 2018         |
| Ferro de Merlo    | 1       | 2019         |
| All Boys          | 1       | 2021         |
| Vélez Sarsfield   | 1       | 2022         |
| Primera Junta     | 1       | 2023         |
| 25 de Mayo        | 1       | 2024         |